# ВНИПИпромтехнологии
ВНИПИпромтехнологии — российская инжиниринговая компания, занимающаяся проектированием предприятий горнодобывающей промышленности и объектов по захоронению радиоактивных материалов, не имеющих аналогов в мире, а также экологических, энергетических и гражданских объектов. В сентябре 2010 года 100% уставного капитала компании было приобретено ОАО «Атомредметзолото», головной отраслевой организацией ГК «Росатом» в области добычи урана.

## История
17 апреля 1951 г. для удовлетворения сырьевых потребностей ядерной программы СССР на базе института Гипроруде был создан специализированный институт ГСПИ-14. Институт часто менял названия: п/я 1119, «М-5703», «Примнипроект». Основной задачей ГСПИ-14 являлось проектирование предприятий по
добыче и переработке урановых руд, а также других горно-обогатительных предприятий атомной промышленности.
Институт быстро разрастался: для ускорения процесса проектирования и строительства создаются специальные производственные и изыскательные отделы, специальные проектные бригады на строящихся объектах. Первыми серьёзными проектами института стали комбинаты во Фрунзе и Жёлтых водах.
С 1954 года начинается комплектование и развитие научных подразделений института, призванных ускорить внедрение научных разработок в производство и связать исследования и проектирование. В том же 1954 году были созданы четыре опорные научно-исследовательские станции на ведущих объектах отрасли. В конце 1950х годов к проектированию промышленных комплексов добавляется создание объектов инфраструктуры. Специалисты института проектируют ремонтно-механические заводы, ТЭЦ, автоматизированные объекты складского хозяйства вплоть до создания городов и поселков со всей инфраструктурой. Например, город Краснокаменск, построенный в 1969 году недалеко от Приуаргунского ГХК.

### 1960-е
В 1961 году институту была поручена подготовка проектной документации по обеспечению проведения мирных ядерных взрывов. Институт обеспечил выполнение программы совершенствования ядерного оружия и его испытания на Семипалатинском и Новоземельском полигонах. В подразделениях института большое внимание уделяется изучению использования ядерной энергии для строительства специальных подземных сооружений и изучения земной коры. Эти испытания носили не только научный характер, но имели важное стратегическое значение для создания ядерного щита СССР.
С 1962 года, параллельно начинается развитие программы «Ядерные взрывы для народного хозяйства», институту поручено начать исследования и разработку использования атома в мирных целях. В ходе этой программы было реализовано 124 промышленных взрыва.
1964 год стал важной исходной точкой сразу для нескольких направлений развития Института. По стечению обстоятельств именно в этот год институту, переименованному благодаря расширению научных исследований в комплексный проектный и научно-исследовательский институт, было впервые поручено проведение исследовательских и проектных работ по захоронению РАО. Тогда же ВНИПИпромтехнологии становится ведущей организацией-исполнителем по исследовательским и проектным работам, связанным с созданием подземных хранилищ и могильников жидких и твердых радиоактивных отходов. По проектам «ВНИПИпромтехнологии» создано три объекта глубинного размещения (захоронения) жидких радиоактивных отходов. В это время при Институте создается Научно-технический совет с 4 секциями: горн геологической, специальной, строительной и технологической.
«ВНИПИпромтехнологии» всегда был активным участником международного сотрудничества, основы которого были заложены ещё в 50-х-60х гг. Специалисты Института активно занимались оценкой сырьевых ресурсов и проектированием горнометаллургических предприятий в странах социалистического лагеря: в ГДР, Румынии, Чехословакии, Болгарии. Бригады специалистов сотрудничали и с КНДР.

### 1970—1980-е
В этот период институт активно развивается: заказов все больше, по всей стране и за её пределами строятся комбинаты и предприятия, специалисты «ВНИПИпромтехнологии» участвуют в оценке залежей различных месторождений, занимаются захоронением РАО.
В это же время продолжило активно развиваться непрофильное для института направление — проектирования опреснительных установок для засушливых регионов Земли. Работы по этому направлению были начаты ещё в 1961 году, когда в строящемся городе Шевченко (современный Актау), где работали многие специалисты «ВНИПИпромтехнологии», перебои со снабжением питьевой воды мешали строительству населённого пункта. В 1980-е годы опреснительные установки по проектам ВНИПИпромтехнологии были построены в Йемене, Ливии, Элисте. Однако с распадом СССР данное направление пришло в упадок.
Внутри «ВНИПИпромтехнологии» в 1970-х годах развивалась научно-образовательная сфера. В 1971 году у института появляется своя специализированная лаборатория захоронения отходов с самостоятельным проектным сектором. С 1977 года и до настоящего времени при Институте действует диссертационный совет, есть заочная аспирантура. За весь период существования совета диссертации защитили более 100 кандидатов и 20 докторов технических наук.
В 1979 году за огромный вклад в развитие сырьевой отрасли СССР Институт был удостоен высокой правительственной награды — Ордена Трудового Красного знамени.

### 1990-е
Незадолго до распада СССР, в 1986 году произошла авария на Чернобыльской АЭС. Это, а также резкое сокращение государственных заказов на военную продукцию, вызвали спад темпов развития атомной отрасли. После развала СССР, в начале 1990-х гг. вложения в уранодобывающую отрасль и вовсе были прекращены, а деловые связи с коллегами, оказавшимися в новообразованных странах, оказались утрачены. В трудные годы институт перешел на проектирование «непрофильных» объектов народного хозяйства и золотодобывающих предприятий.
После развала СССР ВНИПИпромтехнологии вошел в состав Минатома РФ как головная проектная организация по проектированию добычи и переработки урановых руд, захоронению РАО. Пережив трудности 1990-х годов, Институт стал активно восстанавливать старые и обзаводиться новыми международными контактами: кроме стран СНГ, партнерство с которыми стало традиционным, ареал сотрудничества серьёзно расширился до Монголии, Марокко, Сирии, Голландии, Венгрии, Ганы и многих других стран.

### 2010-е
Современную историю ОАО «ВНИПИпромтехнологии» можно начинать с 2010 года с вхождения института в состав госкорпорации «Росатом» в качестве ведущего проектного института добывающего дивизиона, возглавляемого АО «Атомредметзолото». С этого момента перед институтом стоит цель стать инжиниринговым центром, востребованным не только на отечественном, но и на международном рынке.
В 2012 году ОАО «ВНИПИпромтехнологии» подготовлена проектная документация расширения предприятия на Хиагдинском месторождении (проект разработки месторождения «Источное»). Продолжена работа в рамках реализации программы ЕврАзЭС по рекультивации территорий бывших урановых производств на постсоветском пространстве. Начата реализация крупномасштабного проекта в области радиационной безопасности и обращения с РАО по заказу ФГУП НО РАО.
Сегодня организация носит имя «Ведущий проектно-изыскательский и научно-исследовательский институт промышленной технологии» (ВНИПИпромтехнологии). За более чем 60 лет производственной деятельности института спроектировано и построено большое количество объектов по добыче полезных ископаемых. Введено в эксплуатацию более 60 рудодобывающих предприятий с открытым и подземным способами добычи урановых, литиевых, бериллиевых, танталониобиевых, золотых руд, угля, стройматериалов, обеспечивающих нужды сырьевой отрасли страны. ОАО «ВНИПИпромтехнологии» является заявителем более 2 тысяч авторских свидетельств, владельцем 21-го патента Российской Федерации на изобретения. В институте работают 9 докторов и свыше 30-ти кандидатов технических наук. Девять являются действительными членами Академии Горных наук и международных академий наук.